# Polvere negli occhi
Polvere negli occhi (titolo originale A Pocket full of Rye) è un romanzo giallo di Agatha Christie, pubblicato in Gran Bretagna nel 1953 e stampato in Italia nel 1954 da Mondadori. Ha come protagonista il personaggio di Miss Marple.
Il libro è stato tradotto in trenta lingue europee e asiatiche.

## Trama
Rex Fortescue, noto uomo d'affari, muore improvvisamente una mattina, avvelenato dopo aver ingerito una dose di tassina, proprio nel periodo in cui alcuni dissapori con il figlio maggiore Perceval stavano aumentando e i rapporti con il secondogenito Lancelot, ex pecora nera della famiglia, che da diversi anni viveva in Africa, andavano rasserenandosi. Un vero enigma è il ritrovamento, nella tasca della sua giacca, di alcuni chicchi di segale. Non passa molto tempo che anche la giovane moglie dell'uomo, che doveva ereditare gran parte della sua fortuna, e una cameriera, conoscente di Miss Marple, che presta servizio nella residenza dei Fortescue, nella campagna del Surrey, vengono uccise. È dunque la vecchietta di St. Mary Mead a intervenire, studiando i pochi indizi e i comportamenti di chi gravitava attorno alla figura di Rex Fortescue - i figli e le rispettive consorti, l'amante di sua moglie, la servitù e il promesso sposo della figlia minore - e aiutando in modo fondamentale Scotland Yard nella risoluzione dell'intricata vicenda.

## Personaggi
- Miss Marple, investigatrice dilettante
- Ispettore Neele, di Scotland Yard
- Rex Fortescue, uomo d'affari
- Adele Fortescue, seconda moglie di Rex
- Percival Fortescue, figlio di Rex
- Jennifer, moglie di Percival
- Lancelot Fortescue, figlio di Rex
- Pat, moglie di Lancelot
- Elaine Fortescue, figlia di Rex
- Gerald Wright, fidanzato di Elaine
- Vivian Dubois, amante di Adele
- Gladys Martin, cameriera a Villino dei Tassi
- Mary Dove, governante
- Irene Grosvenor, segretaria di Rex
- Ellen Curtis, guardarobiera
- Signorina Ramsbottom, sorella della prima moglie di Rex

## Curiosità
- Il titolo inglese del romanzo (A pocket full of rye) è tratto, come in altri romanzi della scrittrice, da una filastrocca.[2]

## Edizioni
- Agatha Christie, Polvere negli occhi, traduzione di Silvia Boba, Milano, Mondadori, I ed. 1954; traduzione di Grazia Griffini, Milano, Mondadori, 1979
- Agatha Christie, Miss Marple : ai ferri corti col delitto, a cura di Alberto Tedeschi, collana Omnibus Gialli, Milano, Mondadori, I ed. 1976 (oltre a Polvere negli occhi contiene C'è un cadavere in biblioteca, Il terrore viene per posta e undici racconti)

## Adattamenti cinematografici
- Polvere negli occhi (A Pocket Full of Rye), 1985, episodio di Guy Slater con Joan Hickson, Timothy West, Tom Wilkinson e Peter Davison.[3]
- Polvere negli occhi (A Pocket Full of Rye), 2009, episodio di Charlie Palmer con Julia McKenzie, Kenneth Cranham, Laura Haddock e Rupert Graves.[4]